# Prêmio Cardeal Innitzer
O Prêmio Cardeal Innitzer (em alemão:  Kardinal-Innitzer-Preis) é um prêmio científico concedido pela arquidiocese de Viena. É denominado em memória da cardeal Theodor Innitzer. É concedido nas categorias "Obra" (grande prêmio), "ciências humanas", "ciências naturais" e "publicidade".
O cerimonial de entrega do prêmio é conduzido pelo arcebispo de Viena, cardeal Christoph Schönborn, em uma reunião festiva em dezembro.

## Recipientes
- 1962: Herbert Schambeck; Viktor Frankl; Christian Huber
- 1963: Hans Günther Mukarovsky; Franz-Martin Schmölz; Herbert Schelesniker
- 1965: Elisabeth Lichtenberger
- 1966: Erich Glawischnig; Albert Höfer; Hanns Pichler; Friedrich Romig; Alfred Doppler
- 1967: Matthias Scharer; Herbert Kraus
- 1968: Ernst Hammerschmidt
- 1970: Gerhard Winkler; Heinz Welser
- 1971: Johannes Messner
- 1972: Willibald Plöchl Wilhelm Weber
- 1973: Anton Burghardt
- 1974: Alfred Verdross
- 1975: Hans Asperger
- 1976: Karl Rahner; Georg Braulik
- 1977: Viktor Frankl
- 1978: Gustav A. Wetter
- 1979: Gottfried Haberler
- 1980: Roland Rainer
- 1981: Otto Demus; Walter Kirchschläger
- 1982: Peter R. Hofstätter
- 1983: Johannes Schasching; Johann Figl
- 1984: Karl Fellinger; Murray G. Hall; Georg Scheibelreiter
- 1985: Rupert Feuchtmüller; Christoph Badelt, Meinhard Michael Moser
- 1986: Hermann Wiesflecker; Helmut Rauch
- 1987: Herbert Berger
- 1988: Emerich Coreth; Franz Stuhlhofer
- 1989: Friedrich Lehne; Anton Fellner; Gerhard Haszprunar
- 1990: Eduard Gitsch; Karl Sandner
- 1992: Richard Georg Plaschka
- 1993: Josef Lenzenweger; Wolfgang Mantl
- 1994: Wolfgang Brezinka; Helmut Denk
- 1995: Walter Thirring; Norbert Nowotny; Joseph Marko; Gerhard Larcher
- 1996: Hans Bruno Schneider
- 1997: Oleh Hornykiewicz; Martha Zechmeister; Peter Schuster
- 1998: Hermann Fillitz; Roland Bauer
- 1999: Kurt Komarek; Rupert Klieber
- 2000: Elisabeth Lichtenberger
- 2001: Wolfgang Zenker; Kurt Remele
- 2002: Leopold Rosenmayr; Friedrich G. Barth; Christian Pinter
- 2003: Heinz Zemanek; Sigrid Jalkotzy-Deger; Gert Pfurtscheller; Reinhard Schlögl
- 2004: Manfred Mayrhofer; Georg Braulik
- 2005: Willibald Riedler
- 2006: Günther Bauer
- 2007: Franz Bydlinski
- 2008: Klaus Wolff; Rainer Blatt; Manfred Bietak
- 2009: Gerald Stourzh; Manfred Deistler; Monika Ritsch-Marte; Franz Simbürger
- 2010: Friedrich Ehrendorfer; Heinz Fassmann; Niyazi Serdar Sariciftci
- 2011: Herwig Wolfram; Nikolaus Romani, Christiane Spiel, Franz Tomandl
- 2012: Helmut Rauch; Rudolf Zechner, Alfred Kohler, Elisabeth Nöstlinger-Jochum
- 2013: Wolfgang Dressler; Georg Gottlob, Friedrich Georg Schneider, Susanne Mauthner-Weber
- 2014: Hans Tuppy; Herbert Mang, Artur Rosenauer, Martin Haidinger